# Heroes of Newerth
Heroes of Newerth (Heróis de Newerth), ou "HoN", foi um jogo eletrônico de fantasia científica de estratégia em tempo real. O jogo foi desenvolvido pela S2 games e estava disponível para Microsoft Windows, Mac OS X e Linux. O jogo foi lançado em 12 de Maio de 2010. Heroes of Newerth é notavelmente baseado no mapa customizado para Warcraft III: The Frozen Throne, conhecida como DotA. O serviço encerrou suas operações em 20 de junho de 2022.

## Desenvolvimento
De acordo com o Game Designer Alan "Idejder" Cacciamani - "Heroes of Newerth ficou em desenvolvimento por 34 meses, mas os 13 primeiros foram gastos no desenvolvimento do motor. O resto do jogo incluindo mapas, itens, heróis e arte foram feitas em 21 meses."
Heroes of Newerth era compatível com vários sistemas operacionais, incluindo Windows, Linux e Mac OS X. Novas funcionalidades, alterações de equilíbrio e novos heróis são regularmente introduzidos em patches.

### Alterações em relação aoDotA
A maior parte mecânica do jogo e muitos heróis em Heroes of Newerth ter uma correlação direta do Defense of the Ancients. As novidades que diferenciam Heroes of Newerth de Defense of the Ancients são características independentes da jogabilidade, como o acompanhamento de estatísticas individuais, VOIP durante a partida, seleção de heróis simplificada, reconexão ao jogo, construir partidas , lista de jogadores banidos e chat.
Vários recursos adicionados através de atualizações incluem o Hero Compendium (uma lista dos heróis no jogo com estatísticas detalhadas sobre eles), a capacidade de continuar uma partida quando um jogador sai/entra na partida (semelhante ao sistema de "party" em outros jogos) e um editor de mapas.
O jogo usou uma engine da própria S2 Games, a K2 Engine. Uma engine com modelo cliente-servidor similar ao utilizado em muitos jogos multiplayer modernos.

### Beta
Heroes of Newerth ficou em beta a partir de 24 abril de 2009 até 12 de maio de 2010. Durante todo esse tempo, mais de 3.000.000 de contas foram registradas. A S2 Games usou uma fan-page no Facebook para atrair jogadores para o jogo. Muitas pessoas que tinham comprado um dos jogos anteriores da S2 Games também receberam um convite para o jogo através de seu e-mail registrado.
Em 22 de agosto de 2009, a pré-venda de Heroes of Newerth começou para os membros do closed-beta. Os jogadores que compraram o jogo neste momento receberam benefícios adicionais, incluindo uma reserva de nome, placa de identificação dourada, uma insígnia com um escudo de ouro, e a habilidade de provocar os oponentes durante o jogo. O Open Beta do Heroes of Newerth começou em 31 de março de 2010, e funcionou até 12 maio de 2010, quando o jogo foi lançado oficialmente.

### Heroes of Newerth 2.0
A S2 Games lançou Heroes of Newerth 2.0 em 13 de Dezembro de 2010. Recursos foram incluídas na atualização como um de modo casual, uma nova interface, partidas em equipe, uma loja dentro do jogo, e um novo editor de mapas. Microtransações também foram introduzidas através da loja do jogo com o uso de moedas. As moedas podem ser utilizados na compra de alterações cosméticas no jogo, tais como trajes alternativos para os heróis, avatares e novos locutores. A moeda do jogo podem ser compradas com dinheiro real ou ganhadas através de partidas.

## Recepção
O jogo tem recebido avaliações favoráveis e detém atualmente uma classificação de 76 de 100 na MetaCritic. Em finais de semana, o jogo atinge picos de mais de 100.000 jogadores online. O Diretor de Tecnologia da S2 Games, Shawn Tooley observa que o jogo "vendeu cópias suficientes para quebrar o top 100 de vendas PC jogo de todos os tempos". Laura Baker, a diretora de marketing da S2 Games, disse também que ter investido tanto os clientes do Mac quanto do Linux fizeram bem para a empresa.

### Prêmios e Nomeações
| Data                  | Prêmiação                                     | Categoria                                | Resultado |
| --------------------- | --------------------------------------------- | ---------------------------------------- | --------- |
| 11 de Março de 2010   | 12th Annual Independent Games Festival Awards | Escolha do público                       | Vencedor  |
| 25 de Outubro de 2010 | MTV Game Awards 2010                          | Let's Play Together (Vamos jogar juntos) | Nomeado   |
| 1 de Dezembro de 2010 | 4th Annual Mashable Awards                    | Melhor jogo online                       | Nomeado   |